# Fort Sint-Michael
Fort Sint-Michael is een fort in de plaats Senglea in Malta en het maakt deel uit van de vele vestingwerken die de Orde van Malta heeft gebouwd rond de Grand Harbour samen met Fort Sint-Elmo en Fort Sint-Angelo.

## Geschiedenis
Met de bouw van het originele fort werd begonnen in 1551 onder de patronage van grootmeester Juan de Homedes. Het fort werd ontworpen door de militaire architect Pedro Pardo d'Andrera. Grootmeester Claude de la Sengle breidde het fort uit voor de voorbereidingen van het Beleg van Malta.
Fort Sint-Michael was een van drie forten dat tijdens het beleg belegerd werd. Fort Sint-Elmo viel in de handen van de Ottomanen, maar Sint-Michael weerstond de aanvallen. Na het beleg werd het fort verder verstevigd en uitgebreid door de Orde. Een groot deel van het fort werd gesloopt voor de haven en een deel van het restant werd gebombardeerd tijdens de Tweede Wereldoorlog.